# Betula litwinowii
Betula litwinowii är en björkväxtart som beskrevs av Doluch. Betula litwinowii ingår i släktet björkar, och familjen björkväxter. IUCN kategoriserar arten globalt som nära hotad. Inga underarter finns listade.